# Lijst van RPG-computerspellen
Op deze pagina wordt een alfabetisch overzicht gegeven van RPG-computerspellen en uitbreidingspakketten.

## Opmerkingen
- Lidwoorden (a, an, the) zijn bij het alfabetiseren buiten beschouwing gelaten. Daarnaast zijn voornamen en toevoegsels als mister en doctor niet meegenomen bij de indeling.
- Doordat sommige spellen een mengeling zijn van meerdere genres, zijn deze soms moeilijk te classificeren, waardoor het kan voorkomen dat een spel in deze lijst kenmerken bevat van zowel het RPG-genre als één of meer andere genres. Het criterium voor vermelding in deze lijst is dat het spel voornamelijk een RPG-spel is (met eventueel elementen van andere genres, maar deze dienen in gelijke of mindere mate aanwezig te zijn).

## 0-9
- .hack
- 2 Worlds

## A
- Arc the Lad
- Atelier Iris-serie
  - Atelier Iris: Eternal Mana
  - Atelier Iris 2: The Azoth of Destiny
  - Atelier Iris 3: Grand Phantasm
  - Adventure Quest
- Atlantica: Online

## B
- Baldur's Gate-serie
  - Baldur's Gate
  - Baldur's Gate: Tales of the Sword Coast
  - Baldur's Gate II: Shadows of Amn
  - Baldur's Gate II: Throne of Bhaal
- The Bard's Tale-serie
  - The Bard's Tale
  - The Bard's Tale II
  - The Bard's Tale III
- Betrayal at Krondor
- Beyond Divinity
- Blue Dragon
- Blue Dragon Plus
- Breath of Fire-serie
  - Breath of Fire
  - Breath of Fire II
  - Breath of Fire III
  - Breath of Fire IV
  - Breath of Fire: Dragon Quarter

## C
- Cabal
- Castle of the Winds
- Chrono Trigger
- Chrono Cross
- Cantr II

## D
- Dark Cloud-serie
  - Dark Cloud
  - Dark Chronicle (Dark Cloud 2)
- Diablo-serie
  - Diablo
  - Diablo II
  - Diablo III
- Die Dunkle Dimension
- Disgaea-serie
  - Disgaea: Hour of Darkness
  - Disgaea 2
- Divine Divinity
- Dragon Age: Origins
- Dragon Age: Awakening
- Dragon Age II
- DragonFable
- Dragon Quest-serie
  - Dragon Quest
  - Dragon Quest II
  - Dragon Quest III
  - Dragon Quest IV
  - Dragon Quest V
  - Dragon Quest VI
  - Dragon Quest VII
  - Dragon Quest VIII: Journey of the Cursed King
  - Dragon Quest IX
- Dungeon Lords
- Dungeon Siege-serie
  - Dungeon Siege II
  - Dungeon Siege II: Broken World
- Dragon Wars
- Dragon Ball Z: Budokai Tenkaichi-serie
  - Dragon Ball Z: Budokai Tenkaichi
  - Dragon Ball Z: Budokai Tenkaichi 2
  - Dragon Ball Z: Budokai Tenkaichi 3

## E
- The Elder Scrolls-serie
  - The Elder Scrolls I: Arena
  - The Elder Scrolls II: Daggerfall
  - The Elder Scrolls III: Morrowind
    - The Elder Scrolls III: Bloodmoon
    - The Elder Scrolls III: Tribunal

  - The Elder Scrolls IV: Oblivion
    - The Elder Scrolls IV: Knights of the Nine
    - The Elder Scrolls IV: Shivering Isles

  - The Elder Scrolls V: Skyrim
    - The Elder Scrolls V: Dawnguard
    - The Elder Scrolls V: Hearthfire
    - The Elder Scrolls V: Dragonborn

  - The Elder Scrolls Online

## F
- Fable-serie
  - Fable
  - Fable: The Lost Chapters
  - Fable II
  - Fable III
- Fallout-serie
  - Fallout 1
  - Fallout 2
  - Fallout Tactics
  - Fallout 3
  - Fallout: New Vegas
  - Fallout 4
- Final Fantasy-serie
  - Final Fantasy
  - Final Fantasy II
  - Final Fantasy I-II
    - Final Fantasy I & II: Dawn of Souls
    - Final Fantasy Origins

  - Final Fantasy III
    - Final Fantasy III (Nintendo DS)

  - Final Fantasy IV
  - Final Fantasy V
  - Final Fantasy VI
  - Final Fantasy Collection
    - Final Fantasy Chronicles
    - Final Fantasy Anthology

  - Final Fantasy VII
  - Compilation of Final Fantasy VII
    - Before Crisis: Final Fantasy VII
    - Crisis Core: Final Fantasy VII

  - Final Fantasy VIII
  - Final Fantasy IX
  - Spira-saga
    - Final Fantasy X
    - Final Fantasy X-2

  - Ivalice-saga
    - Final Fantasy Tactics
    - Final Fantasy Tactics Advance
    - Final Fantasy XII
    - Final Fantasy XII: Revenant Wings

  - Fabula Nova Crystallis: Final Fantasy XIII
    - Final Fantasy XIII
    - Final Fantasy Agito XIII
    - Final Fantasy Versus XIII
    - Final Fantasy Haeresis XIII

  - Final Fantasy Adventure
  - Final Fantasy Crystal Chronicles
    - Final Fantasy Crystal Chronicles: Ring of Fates
    - Final Fantasy Crystal Chronicles: The Crystal Bearers

  - Final Fantasy Legend-serie
    - Final Fantasy Legend
    - Final Fantasy Legend II
    - Final Fantasy Legend III

  - Final Fantasy Mystic Quest

## G
- Grandia-serie
  - Grandia
  - Grandia II
  - Grandia III
  - Grandia: Digital Museum
  - Grandia: Parallel Trippers
  - Grandia Xtreme
  - Grandia Online
- Golden Sun-serie
  - Golden Sun
  - Golden Sun: The Lost Age
  - Golden Sun: Dark Dawn
- Gothic-serie
  - Gothic
  - Gothic II
  - Gothic III
- Guild Wars-serie
  - Guild Wars Prophecies
  - Guild Wars Factions
  - Guild Wars Nightfall
  - Guild Wars: Eye of the North
- Guild Wars 2
- Gunz: The Duel

## H
- Harry Potter-serie
  - Harry Potter en de Steen der Wijzen
  - Harry Potter en de Geheime Kamer
  - Harry Potter en de Gevangene van Azkaban
  - Harry Potter en de Orde van de Feniks

## I
- Ishar

- Inazuma Eleven

## J
- Jade Cocoon-serie
  - Jade Cocoon
  - Jade Cocoon 2
- Jade Empire

## K
- King's Bounty
- King's Quest
- Kingdom Hearts-serie
  - Kingdom Hearts
  - Kingdom Hearts: Chain of Memories
  - Kingdom Hearts II
  - Kingdom Hearts 358/2 Days
  - Kingdom Hearts: Birth by Sleep
  - Kingdom Hearts coded
- Knights of the Old Republic

## L
- La Pucelle-serie
  - La Pucelle
  - La Pucelle: Tactics
- Lands of Lore
- The Last Remnant
- Legend of Dragoon
- Legend of Kartia
- Legacy of Goku (vervolg: Legacy of Goku 2 en Buu's Fury)
- The Lord of the Rings: The Third Age
- Lost Odyssey
- Lufia-serie
  - Lufia and the Fortress of Doom
  - Lufia II: Rise of the Sinistrals
  - Lufia: The Legend Returns
  - Lufia: The Ruins of Lore
- Lunar-serie
  - Lunar: The Silver Star
  - Lunar: Eternal Blue

## M
- Might and Magic
- MapleStory
- My Story
- Mass Effect
- Mass Effect 2
- Mass Effect 3

## N
- Neverwinter Nights-serie
  - Neverwinter Nights
    - Neverwinter Nights: Hordes of the Underdark
    - Neverwinter Nights: Shadows of the Undrentide

  - Neverwinter Nights 2
    - Neverwinter Nights 2: Mask of the Betrayer
    - Neverwinter Nights 2: Storm of Zehyr
- Nox

## P
- Phantasy Star
- Pokémon-serie
  - Pokémon Blue
  - Pokémon Black
  - Pokémon Black 2
  - Pokémon Colesseum
  - Pokémon Diamond
  - Pokémon Emerald
  - Pokémon Green
  - Pokémon Pearl
  - Pokémon Platinum
  - Pokémon Red
  - Pokémon Ruby
  - Pokémon Sapphire
  - Pokémon Stadium
  - Pokémon Stadium 2
  - Pokémon White
  - Pokémon White 2
  - Pokémon Y
  - Pokémon Yellow
  - Pokémon X
  - Pokémon XD Gale Of Darkness
  - Pokémon OmegaRuby
  - Pokémon AlphaSapphire
  - Pokémon Sun
  - Pokémon Moon

## R
- Ragnarok
- Rappelz
- RIFT
- Rogue Galaxy
- RuneScape
- Runes of Magic

## S
- Secret of Mana
- Souls-serie
  - Demon's Souls
  - Dark Souls
  - Dark Souls II
  - Dark Souls III
- Star Ocean-serie
  - Star Ocean
  - Star Ocean: The Second Story
  - Star Ocean: Till the End of Time
  - Star Ocean: First Departure
  - Star Ocean: Second Evolution
  - Star Ocean: The Last Hope
- Star Wars-serie
  - Star Wars: Knights of the Old Republic
  - Star Wars: Knights of the Old Republic II: The Sith Lords
- Suikoden-serie
  - Suikoden
  - Suikoden II
  - Suikoden III
  - Suikoden IV
  - Suikoden V
  - Suikoden Tactics (spin-off)

## U
- Ultima-serie
  - Ultima I: The First Age of Darkness
  - Ultima II: The Revenge of the Enchantress!
  - Ultima III: Exodus
  - Ultima IV: Quest of the Avatar
  - Ultima V: Warriors of Destiny
  - Ultima VI: The False Prophet
  - Ultima VII: The Black Gate
  - Ultima VIII: Pagan
  - Ultima IX: Ascension
- Ultima spin-offs
  - Ultima Underworld: The Stygian Abyss
  - Ultima Underworld II: Labyrinth of Worlds
- Undertale
- Unlimited Saga

## V
- Vagrant Story
- Valkyrie Profile-serie
  - Valkyrie Profile
  - Valkyrie Profile: Lenneth
  - Valkyrie Profile 2: Silmeria
- Vampire: The Masquerade – Bloodlines

## W
- Wild ARMs-serie
  - Wild ARMs
  - Wild ARMs 2
  - Wild ARMs 3
  - Wild ARMs 4
  - Wild ARMs 5
- The Witcher
- The Witcher 2: Assassins of Kings
- The Witcher 3: Wild Hunt
  - The Witcher 3: Blood and Wine
- Wizardry

## X Y Z
- Xenogears
- Xeno-serie
  - Xenosaga Episode I: Der Wille zur Macht
  - Xenosaga Episode II: Jenseits von Gut und Böse
  - Xenosaga Episode III: Also Sprach Zarathustra